# Horsfieldia irya
Horsfieldia irya är en tvåhjärtbladig växtart som först beskrevs av Joseph Gaertner, och fick sitt nu gällande namn av Otto Warburg. Horsfieldia irya ingår i släktet Horsfieldia och familjen Myristicaceae. Inga underarter finns listade i Catalogue of Life.